# Floresta Nacional Contendas do Sincorá
A Floresta Nacional de Contendas do Sincorá (FLONA CS) é uma unidade de conservação de uso sustentável, criada em 1999, com 11.034,30 hectares que abrange a cidade de Contendas do Sincorá, no estado brasileiro da Bahia. E tem como gestor o Instituto Chico Mendes de Conservação da Biodiversidade (ICMBio).
Não há propriedades e áreas privadas, posseiros ou invasores em toda a sua extensão. E está registrada em escritura pública no Cartório de Registro de Imóveis de Ituaçu - Bahia , livro 67, folhas 155 a 157, data de 29 de março de 1999. Fica na região limítrofe à Chapada Diamantina, razão pela qual a vegetação possui influência das regiões mais baixas da Serra do Espinhaço.

## História
A área da floresta nacional pertencia à empresa Magnesita S.A, e era conhecida como Fazenda Extrema. A empresa usava a região para extração de carvão. E em 1994 a área foi vendida para a Siderúrgica Itaminas S.A., que manteve a atividade de extração de carvão até 1997.
Em 29 de março de 1999, a área foi vendida para o Instituto Brasileiro do Meio Ambiente e dos Recursos Naturais Renováveis (IBAMA), por créditos de reposição florestal equivalentes a 1 626 609,96 mdc.
A unidade de conservação foi criada em 21 de setembro de 1999,  com 11.034,30 hectares  E tendo o Instituto Brasileiro do Meio Ambiente e dos Recursos Naturais Renováveis (IBAMA) como gestor e administrador.
No ano de 2007, a administração e gestão da Floresta Nacional passa a ser do Instituto Chico Mendes de Conservação da Biodiversidade (ICMBio).

## Características
A Floresta Nacional de Contendas do Sincorá está situada em uma área de bioma caatinga e faz parte da bacia do Rio das Contas.
A Floresta Nacional possui relevo de depressões periféricas e interplanálticas, tem características pouco ondulada com variações entre 300 metros e 400 metros de altitude. E está em um vale, entre a Serra das Grotas e a Serra do Cipó e uma pequena área está sobre a Serra das Grotas. O solo em quase sua totalidade é Podzólico vermelho-amarelo eutrófico e uma pequena área de solo latossolo vermelho-amarelo distróficos.

### Flora
Na flora, a vegetação que se encontra é de predominancia caatinga arbórea arbustiva, mas há caatinga arbustiva fechada e complexo herbáceo-arbustivo. Das espécies encontradas na região, a Aroeira e a Baraúna, encontram-se em grau vulnerável ameaçadas de extinção. Abaixo está a lista de espécies encontradas na região:
- Myracrodruon urundeuva Allemao - Aroeira
- Schinopsis brasiliensis Engl. - Barauna
- Spondias tuberosa Arr. Cam. - Umbuzeiro
- Xillopia sp. - Pimentinha
- Annona cf. glabra L. - Araticum
- Aspidosperma aff.cv lindrocarpon Muell. Arg. - Amargoso
- Aspidosperma refractum Mart. - Pau pereira
- Aspidosperma sp. - Peroba
- Saco de bode
- Tabebuia spongiosa - Sete cascas / Tabebuia
- Tabebuia impetiginosa Standl. - Pau d’arco
- Ceiba boliviana Britten & E. G. Baker - Barriguda de espinho
- Pseudobombax simplicifolium A. Robyns - Imbiruçu
- Cordia sp - Taipoca / xixá
- Cordia glabata (Mart.) DC. - Caraíba branca
- Encholirium sp.
- Neoglasiovia variegata
- Tilandsia usneoides
- Bursera leptophoeos (Mart.) Engl. - Imburana femea
- Arrojadoa pencillata (Gurke) Brit e Ros
- Arrojadoa rhondantha (Gurke) Brit e Ros
- Brasilicereus phaeacanthus (Gurke) Backeberg
- Espostoopsis dybowskii (RolandGosselin) Buxbaum 1968 - Cabega
- Melocactus inconcinus - Cabeça de frade
- Coleocephalocereus goebelianus (Vaulpel) - Biun
- Cereus jamacaru DC. - Mandacaru
- Pilosocereus magnificos
- Pilosocereus pachycladus
- Pereskia grandifolia Hancort - Quiabento
- Setephanocereus leucostele (Gurke) A Berger
- Tacinga aff funalis
- Tacinga inamoena K Shum
- Tacinga palmadora
- Senna sp - Canjoão de Orelha
- Cássia excelsa Schrad. - Canjoão
- Cássia catingae Harms. - Canjoãozinho
- Casquinha
- Peltogyne confertiflora (Hayne) Benth - Coração de negro
- Caesalpinia microphylla Mart. - Faveira
- Caesalpina sp. - Folha miúda
- Imburalhé / roxinho
- Poeppigia procera Presl. - Lava cabelo
- Caesalpinia peltophoroide Benth. - Mulatinho estralador
- Bauhinia sp - Pata-de-vaca
- Caesalpinia ferrea Mart ex Tull. - Pau ferro
- Bauhinia sp - Pé-de-cabra
- Cássia cana Marc. - Tamarindo
- Peltophorum dubium (Spreng) Taub. - Tamboril
- Goniorrhachis marginata Taub. - Itapicuru
- Capparis yco Eichl - Incó
- Fraunhofera multiflora Mart. - Casca Fina
- Maytenus rigida Mart. - Pau de colher
- Terminalia fragifolia Mart. Et Zucc. - Madeira de curral
- Thiloa glaucocarpa (Mart) Eichl - Vaquetinha / vaqueta
- Sesbania sp - Alho-do-mato
- Cnidoscolus bahianua (ULE.) Pax. Et K. Hoffm. - Cansanção de cavalo
- Croton zehntneri PAX et K. HOFFM. - Catinga de porco
- Sapium montevidense Klotzoch - Leiteiro
- Sapium sp - Leiteiro branco
- Sapium sp - Leiteiro preto
- Manihot pseudoglasiovii Pax et K. Hoffm. - Mandioca brava
- Jatropha molissima - Pinhão
- Jatropha sp - Pinhão preto
- Croton argyrophylloides Muell. Arg. - Velame
- Sesbania sp - Angico Fava
- Dalbergia sp - Bastião de Aruda
- Poecilanthe sp - Carrancudo
- Amburana cearensis (Fr. All.) A.C. sm - Imburana macho
- Pterocarpus violaceus Vog. Var. angustiofolia benth. - Pau-sangue
- Peltogyne confertiflora Buranhen
- Piptadenia sp. - Surucucu
- Leguminosa
- Trichilia sp - Canjerana
- Anadenanthera macrocarpa (Benth.) Brenam. - Angico
- Mimosa sp - Jurema
- Mimosa sp - Jurema branca
- Acacia piauhiensis BENTH. - Jurema verdadeira
- Mimosa arenosa - Jurema vermelha
- Pithecellobium parvifolium (Willd.) Benth - Tatarema
- Acácia paniculata Willd. - Unha de gato
- Eugenia dysenterica DC. - Cagaita
- Eugenia crenata Vell. - Cambuim
- Psidiun sp - Goiabinha brava
- Eugenia sp. - Guariroba
- Pisonia tomentosa - Farinha seca
- Syagrus coronata (Mart.) Becc. - Coco Licuri
- Erythrina velutina Willd. - Mulungu
- Sweetia cf. dasycarpa - Pratudo
- Poecilanthe subcordata Benth. - Putumuju
- Pterodon abruptus Benth - Sucupira
- Triplaris sp. - Pau mocó
- Coccolaba termiflora Lind. - Quaçu
- Ziziphus joazeiro Mart. - Juazeiro
- Chomelia sp - Cruzeiro
- Fagara sp. - Limãozinho
- Esembeckia aff. Mollis Miq. - Tatu
- Cardiospermum sp - Chumbinho
- Sideroxylon obtusifolium (Roem & Schult.) Penn. - Rasga gibão
- Magonia glabrata St. Hill - Tingui
- Luthea paniculata Mart. - Açoita cavalo

### Fauna
A fauna da região é bastante diversa. Das espécies encontradas na região, o chororozinho da Bahia (Herpsilochmus pileatus), a formiga (Dinoponera lucida), o gato-do-mato (Leopardus sp) e a onça suçuarana (Puma concolor greeni), encontram-se em grau vulnerável de ameaça de extinção. Abaixo está a lista de espécies encontradas na região:
- Didelphis sp. - saruê
- Euphractus sexcinctus - tatupeba
- Dasypus novemcintus - tatu verdadeiro
- Tamandua tetradactyla - tamanduá mirim
- Carollia perspicillata / Myotis nigricans / Glossopaha soricina / Desmodus rotundus - morcegos
- Callithrix sp - sauim tufo preto / sauim tufo branco
- Cerdocyon thous - raposa
- Conepatus semistriatus - gambá
- Puma concolor - suçuarana
- Leopardus sp. - gato do mato
- Mazama americana - veado branco
- Mazama gouazoubira - veado-catingueiro
- Tayassu tajacu - caititu
- Cavia sp. - preá
- Kerodon rupestris - mocó
- Coendu prehensilis - luis caixeiro
- Dasyprocta sp. - cutia
- Sylvilagus brasiliensis - coelho tapiti
- Rynchotus rufescens - perdiz
- Nothrura boraquira - cordona-pimpão
- Crypturelus parvirostris - Inhambu
- Coragyps atratus - urubu-comum
- Cathartes burrovianus - urubu-de-cabeça-amarela
- Cathartes aura - urubu-de-cabeça-vermelha
- Sarcoramphus papa - urubu-rei
- Amazonetta brasiliensis - ananaí
- Ruphornis magnirostris - gavião-carijó
- Polyborus plancus - carcará
- Milvago chimachima - carrapateiro
- Herpetotheres cachinnans - acauã
- Falco sparverius - quiri-quiri
- Bubulcus íbis - garça-vaqueira
- Egretta alba - garça-branca
- Cariama cristata - seriema
- Vanellus chilensis - quero-quero
- Jacana jaçanã - jaçanã
- Columbina picui - rolinha-picuí
- Columbina talpacoti - rolinha-caldo-de-feijão
- Columbina minuta - rolinha-pequena
- Scardafella squammata - fogo-apagou
- Leptotila rufaxilla - juriti
- Columba picazuro - asa-branca
- Speotyto cunicularia - coruja-buraqueira
- Tyto Alba - suindara
- Forpus xanthopterigius - cuiubinha
- Aratinga cactorum - periquito-vaqueiro
- Amazona aestiva - papagaio-verdadeiro
- Crotophaga ani - anu-preto
- Guira guira - anu-branco
- Tapera naevia - saci
- Nyctibius griseus - vó-da-lua
- Nystalus maculatus - joão-bobo
- Colibri serrirostris - beija-flor-verde
- Eupetomena macroura - beija-flor-tesoura
- Chlorostilbon aureoventris
- Antracothorax nigricollis
- Dendrocolaptes angustirosris - arapaçu
- Pseudosseisura cristata - casaca-de-couro
- Phacellodomus rufifrons - graveteiro
- Furnarius rufus - joão-de-barro
- Furnarius figulus - joão-barreiro
- Certhiaxis cinnamomea - marrequito
- Megaxenops parnaguae - bico-virado da caatinga
- Sakesphorus cristatus - choca
- Taraba major - chorró
- Formicivora melanogaster - formigueiro
- Thamnophilus doliatus - choca-barrado
- Thamnophilus punctatus - bate-calda
- Herpsilochmus pileatus - chororozinho
- Fluvicola nengeta - lavadeira
- Pitangus sulphuratus - bem-te-vi
- Tyranus melancholichus - siriri
- Machetornis rixossus - siriri-cavaleiro
- Elaenia flavogaster - cucurutado
- Todirostrun cinereum - sebinho-relógio
- Xolmis irupero - viuvinha
- Myiarchus tuberculifer - maria-brava
- Camptostoma obsoletun - risadinha
- Hirundinea ferriginea - gibão de couro
- Hemitriccus margaritaceiventris - olho-amarelo
- Tolmomyias flaviventris - bico-chato-amarelo
- Casiornis fusca - caneleiro
- Progne clalybaea / Stelgydopteryx ruficollis  - andorinha
- Tachycinetea albiventris - Andorinha-de-rio
- Cyanocorax cyanopogon - cancã
- Troglodytes aedon - garrincha
- Mimus saturninus - sabiá-do-campoTolmomyias flaviventris
- Turdus rufiventris - sabiá-laranjeira
- Turdus leucomelas - Sabiá-bico-de-osso
- Polioptila plúmbea - gatinha
- Cychlaris gujanensis - pitiguari
- Hylophilus poicilotis - vite-vite
- Icterus icterus - sofrê
- Icterus cayannensis - pega
- Agelaius ruficapillus - curió-do-brejo
- Leistes superciliaris - polícia-inglesa
- Gonorimopsar chopi - pássaro-preto
- Thraupis palmarum - sanhaço
- Tangara cayana - saíra
- Tachyphonus rufus - pipira-preta
- Coereba flaveola - sebinho
- Euphonia chlorotica - fim-fim
- Passerina brissoni - azulão
- Zonothrichia capensis - tico-tico
- Sporophila nigricollis - papa-capim
- Sporophila albogularis - coleira
- Sporophila bouvreuil - caboclinho
- Sporophila leucoptera - chorão
- Coryphospingus pileatus - jesus-meu-deus
- Paroaria dominicana - cardeal
- Saltator maximus - estevão